# Rebirth::Collective
Rebirth::Collective is een Belgische jazzband die in 2010 werd opgericht door trombonespeler Dree Peremans.
In 2013 werd het debuutalbum uitgebracht. In 2016 volgde een hommagealbum aan Billy Strayhorn.

## Discografie
- 2013 Rebirth colletive
- 2016 Raincheck
- 2017 Witchcraft